# Versailles (Indiana)
Versailles er en amerikansk by og administrativt centrum for det amerikanske county Ripley County, i staten Indiana. I 2000 havde byen et indbyggertal på 1.784.
39°4′3″N 85°15′18″V / 39.06750°N 85.25500°V